# Parkdale, Victoria
Parkdale är en del av en befolkad plats i Australien. Den ligger i delstaten Victoria, omkring 21 kilometer sydost om delstatshuvudstaden Melbourne. Antalet invånare är 11 185.
Runt Parkdale är det mycket tätbefolkat, med 1 463 invånare per kvadratkilometer.. Närmaste större samhälle är Rowville, omkring 16 kilometer öster om Parkdale. 
Trakten runt Parkdale består till största delen av jordbruksmark. Genomsnittlig årsnederbörd är 1 251 millimeter. Den regnigaste månaden är maj, med i genomsnitt 154 mm nederbörd, och den torraste är januari, med 51 mm nederbörd.